# Адриан Попа
Адриан Думитру Попа (на румънски: Adrian Dumitru Popa), роден на 24 юли 1988 г. в Букурещ, Румъния, е румънски професионален футболист, полузащитник. Играещ от декември 2018 г. като преотстъпен от английския Рединг в Лудогорец (Разград)  и националния отбор на Румъния.

## Кариера

### Клубна кариера

#### „Политехника“ (Тимишоара)
Въпреки че е роден в Букурещ, Попа прави първите си стъпки в професионалния футбол в отбора на „Политехника“ (Тимишоара). Дебютира за първия отбор през 2005 г. През сезон 2008 – 09 се превръща в голмайстор на отбора, отбелязвайки 9 гола в 10 мача. През втората половина на сезона обаче е преотстъпен в „Глория“ (Бузау).

#### „Университатя“ (Клуж)
През лятота на 2009 г. преминава в „Университатя“ (Клуж). Прекарва само един сезон в отбора, но през него успява да му помогне да се изкачи в Лига I.

#### „Конкордия“ (Кяжна)
След като напуска „Университатя“, Попа преминава в Конкордия Кяжна, където треньор е Лауренциу Регекампф. Помага на отбора да се изкачи в Лига I.

#### „Стяуа“ (Букурещ)
През август 2012 г. е закупен от местния гранд Стяуа, където за 5 години изиграва 137 мача и отбелязва 20 гола.

#### „Лудогорец“ (Разград)
Преотстъпен е на „Лудогорец“ под наем от „Рединг“ в края на 2018 г. с опция за закупуване. Дебютира в неофициален мач на 15 януари 2019 г. в контролната среща „Ботошани“-„Лудогорец“ 3 - 1 . Бележи първия си гол в неофициален мач на 18 януари 2019 г. в контролата „Лудогорец“-„Хонвед“ 4 - 2 . Дебютира в официален мач в ППЛ на 15 февруари 2019 г. в срещата „ФК Верея (Стара Загора)“-„Лудогорец“ 0 - 0 .

### Национален отбор
Дебютира за националния отбор през 2012 г. Към края на 2018 г. има записани 22 мача за отбора, в които е отбелязал 3 гола.

## Трофеи
Стяуа Букурещ
- Шампион на Румъния (3): 2012 – 13, 2013 – 14, 2014 – 15
- Купа на Румъния (1): 2014 – 15
- Суперкупа на Румъния (1): 2013